# デガシラのなんとかするぜ!
『デガシラのなんとかするぜ!』は、2024年5月25日からフジテレビで放送されているバラエティ番組。

## 概要
1996年テレビ東京の番組『面白水上バラエティ 夢の船 未来丸』での共演以来、出川哲朗と江頭2:50両名による28年ぶりの冠番組。デガシラコンビが世の中の悩みを体当たりで解決するという放送内容。

## 出演者
- 出川哲朗
- 江頭2:50
- ナレーター：若本規夫

## ネット局と放送時間

### 不定期（深夜帯）
| 放送対象地域 | 放送局           | 系列           | 放送日時   | 放送開始                   | 備考   |
| ------------ | ---------------- | -------------- | ---------- | -------------------------- | ------ |
| 関東地方     | フジテレビ（CX） | フジテレビ系列 | （不定期） | 2024年05月25日（24日深夜） | 制作局 |

TVerにて見逃し配信あり。

## スタッフ
- 企画：浅野翔太郎
- 構成：山形遼介、小島美一
- CAM：山内新太、池田亮、岩上貴士
- 音声：飯島秀和
- 編集：江川武尊、井上瑞貴
- MA：平山達也、直江泰輔
- 音効：阿部雄太
- イラスト：くぜさえ
- 美術：羽田一成、岩井愛
- 技術協力：NiTRØ、ヌーベルアージュ、NUMA FILMS
- 美術協力：ジーケン・アート
- ディレクター：平田悠起、石井隆文、岩井香奈依、福侑子、我妻和希、相澤なつみ
- AD：栁沼凜
- プロデューサー：佐藤花穂
- チーフプロデューサー：安倍洋平
- 演出：大矢啓太、小野寺健
- 制作協力：あお
- 制作著作：フジテレビ